# Fatma Samba Diouf Samoura
Fatma Samba Diouf Samoura (Dakar, 9 settembre 1962) è una diplomatica e dirigente sportiva senegalese.
È stata nominata come la prima Segretaria Generale donna della FIFA dal Presidente Gianni Infantino il 13 maggio 2016 e ha assunto il suo incarico il 20 giugno 2016.

## Biografia
Nata a Dakar, in Senegal, Samoura fu la seconda nata tra i suoi sette fratelli, nonché l'unica femmina. È molto grata ai suoi genitori, perché nonostante avesse vissuto in una società musulmana in cui l'istruzione della donna non era la prima priorità, investirono nella sua istruzione, assicurandosi che non fosse discriminata né dai suoi fratelli né dalla società. La madre lavorava come docente e il padre faceva il soldato.
Samoura si trasferì in Francia poco dopo essersi diplomata al liceo e trascorse i successivi sei anni a studiare. Tornò a casa all'età di 25 anni con una laurea magistrale in inglese e spagnolo dell'Università di Lione e un diploma post-laurea in relazioni internazionali e commercio della scuola di economia di Strasburgo.
Samoura frequentò inoltre la scuola con l'ex portiere senegalese Cheikh Seck.
Per otto anni lavorò per una delle più grandi aziende di fertilizzanti al mondo. Si è sposata (suo marito è un ex giocatore) e ora ha tre figli, due maschi e una femmina. Quando ritornò in Senegal, ricoprì una posizione tradizionalmente occupata dagli uomini, ma ebbe il sostegno del suo capo, che era francese e aveva un'opinione molto alta sulle donne senegalesi.
Samoura si unì alle Nazioni Unite nel 1995 e si trasferì in Italia. Tuttavia, il suo lavoro l'avrebbe continuamente riportata in Africa mentre lavorava per migliorare le situazioni in luoghi come Ciad, Madagascar, Darfur e Nigeria.
Fu in Madagascar durante una partita di qualificazione per la Coppa del Mondo 2018 nel novembre 2015 dove incontrò per la prima volta Infantino, che pare fosse immediatamente impressionato. Quando Infantino vinse la presidenza quattro mesi dopo, le inviò una email. Lui la chiamò, offrendole infine il lavoro.